# Vepalimomab
Il vepalimomab è un anticorpo monoclonale, di derivazione murina, progettato con l'intento di curare alcune malattie infiammatorie negli esseri umani; esso si lega alla proteina 1 dell'adesione vascolare (VAP1). Lo sviluppo del farmaco è stato interrotto definitivamente nel 2002.